# Перебендя

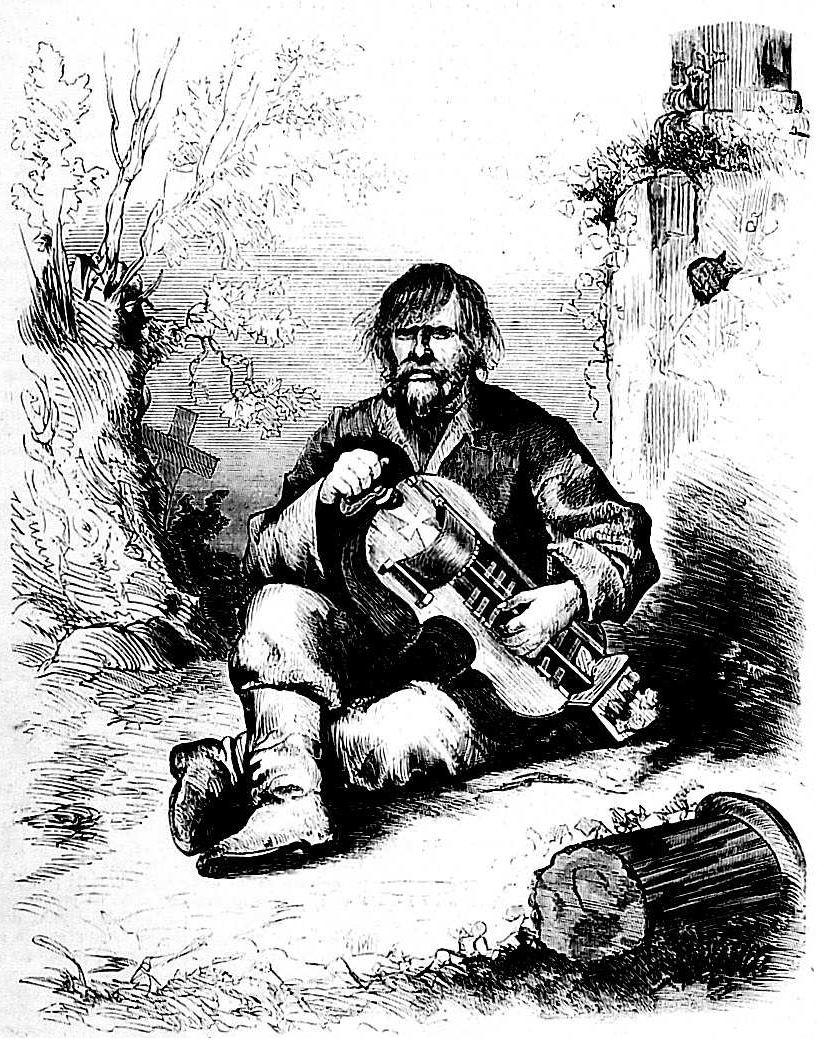
Лірник-перебендя

«Перебе́ндя» — вірш Тараса Шевченка, у якому поет започаткував наскрізний у його творчості образ кобзаря як народного співця.

## Історія написання і публікації
Вірш написаний орієнтовно 1839 року у Санкт-Петербурзі. Автограф невідомий. Твір уперше надруковано у «Кобзарі» 1840 року з присвятою Євгену Гребінці. У наступних виданнях поет зняв присвяту.

## Ідейно-тематичний зміст
У «Перебенді» 25-річний Шевченко відобразив свої літературно-естетичні погляди та думки про місце поета в суспільстві. У центрі твору — образ народного співця, кобзаря Перебенді. Таким словом називали диваків, трохи не від світу цього, химерних людей, що вміли весело, дотепно що-небудь розказати. У поетичному контексті це ім'я власне й символізує кобзаря. Спонтанна змінність ритмомелодики в цій поезії відповідає самовладній грі настроїв кобзаря: "Заспіває — засміється, // А на сльози зверне", — відповідно до репертуару, в якому все, що хоче почути від нього люд: від Чалого до Гриця, від Горлиці до Лазаря, і "у шинку з парубками", і "з жонатими на бенкеті", але на закінчення "тяжко, важко заспіває, // Як Січ руйновали". У цьому химерність Перебенді "реалістичного", — який розважає, втішає, а трохи й повчає люд, адже він народний співець: із народу й для народу, він знає, як звеселити чи розрадити людей, його пісенний репертуар широкий, розрахований на різні прошарки села, на різні випадки життя. Це пісні веселі й сумні, побутові й історичні. За свою натхненну творчість, яка людям "тугу розганяє", Перебендя користується народною любов'ю й повагою. У другій частині твору образ народного співця переростає в узагальнений образ поета, що має сакральний лик, він наділений романтичними рисами, говорить із Богом.  Жадоба пізнання, волі й натхнення веде його на простори, де "степ, як море широке, синіє", де "думка край світа на хмарі гуля". Місце, з якого він може звернутися до Бога, визволившися з людської суєти, — це могила, тобто курган, насипаний над похованням героя-воїна або ж з інших причин оповитий таємничою славою. Могила в Шевченковій поезії (як і в народній словесності) — це символ зобов'язливої історичної, родової пам'яті (переважно трагічної, але й героїчної), це втечище душі, яка хоче говорити з вічністю, з Богом. Поетичне слово — це дар Божий, його володар непідвладний людському судові, незміримий людською мірою; але він також людина серед людей і мусить чинити свою місію, скріплюючи своє серце і втолюючи людську потребу в слові розради, але й слові правди.  Втеча Перебенді від людей є відображенням суперечності між поетом і людським загалом, якому чужа поетична мрія.

## Мистецькі інтерпретації
•  Відомий художник І. Їжакевич створив картину, на якій постає образ героя Шевченкового Перебенді.
•  Музику до твору писали композитори Я. Степовий, Г.Топольницький, І.Руденко, В.Круковський.